# 羅門河
羅門河（羅馬化：Romen）是烏克蘭的河流，屬於蘇拉河的右支流，發源自切爾尼戈夫州，河道全長111公里，流域面積1,645平方公里，平均流量每秒3立方米，河畔城鎮有羅姆內。命名是源於波羅的海，同源於立陶宛語裡的“romus”（意爲安靜、冷靜）。